# Seleção Nacional Portuguesa de Ciclismo

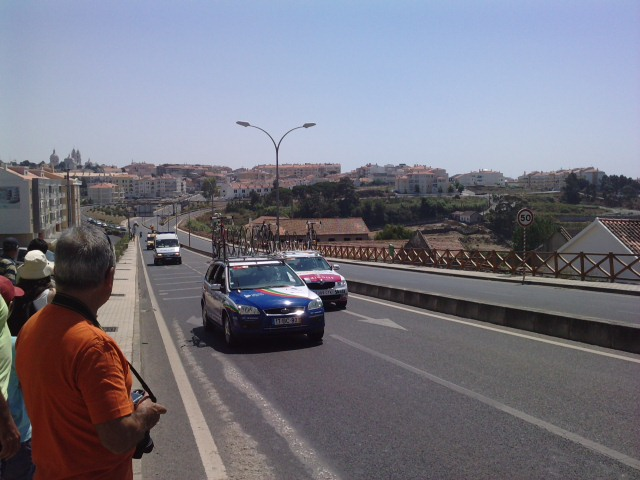
Carro de apoio da Selecção Nacional de Portugal da Volta a Portugal de 2010, na passagem da prova pelo lugar da Paz, em Mafra, a 15 de Agosto de 2010

A Selecção Nacional Portuguesa de Ciclismo representa Portugal nas provas internacionais de ciclismo por selecções (países), como Campeonatos Mundiais ou Europeus, e Jogos Olímpicos. Em 2010, a Selecção Nacional Portuguesa de Ciclismo participou pela primeira vez na Volta a Portugal.

## Ciclistas na Volta a Portugal 2010
Estes são os ciclistas que a Selecção Nacional Portuguesa de Ciclismo levou à Volta a Portugal de 2010 (Nota: sendo uma equipa nacional de Portugal, todos os ciclistas são portugueses):
- Hugo Sancho
- Rui Vinhas
- Hélder Leal
- Edgar Anselmo
- Marco Coelho
- Vasco Pereira
- João Pereira
- Joni Brandão
- Fábio Palma